# Syphon Filter: The Omega Strain
Pour les articles homonymes, voir Syphon Filter (homonymie).
Syphon Filter: The Omega Strain est un jeu vidéo de Tir à la troisième personne et d'infiltration développé par SCE Bend Studio et édité par Sony Computer Entertainment en 2004 sur PlayStation 2.
Le jeu fait partie de la série Syphon Filter.
Un des scénarios originellement prévu a été censuré par Sony après d'intenses pressions de politiciens québécois. Le joueur devait abattre des terroristes du Front de libération du Québec qui perpétraient une attaque dans un centre commercial et dans le métro de Toronto. La Toronto Transit Commission a également critiqué le jeu.